# Cryptodesmus bicolor
Cryptodesmus bicolor är en mångfotingart som beskrevs av Pocock 1894. Cryptodesmus bicolor ingår i släktet Cryptodesmus och familjen Cryptodesmidae. Inga underarter finns listade i Catalogue of Life.